# Люблински триъгълник
Люблински триъгълник (лит. Liublino trikampis, пол. Trójkąt Lubelski) – тристранен регионален съюз за политическо, икономическо, културно и социално сътрудничество между Литва, Полша и Украйна, която има за цел да подкрепи интеграцията на Украйна в ЕС.
Страните от Люблинския триъгълник заяват, че подкрепят възстановяването на териториалната цялост на Украйна в международно признати граници и призовават за прекратяване на руската агресия срещу нея. Люблинският триъгълник подкрепя предоставянето на Украйна на статут на подкрепен от НАТО партньор и заявява, че предоставянето на Украйна на План за действие за членство в НАТО е следващата необходима стъпка в тази посока.
Тристранният формат се основава на традициите и историческите връзки на трите държави. Съответната съвместна декларация е подписана от министрите на 28 юли в Люблин, Полша. Люблин е избран специално като намек за средновековния Люблински съюз, който създава Полско- литовската общност, една от най-големите държави в Европа по това време.
Идеята за създаване на такава организация принадлежи на Адам Чарторийски, изразена от Вячеслав Чорновил.

## История
Съвместната декларация на министрите на външните работи на Литва, Полша и Украйна Линас Линкявичюс, Яцек Чапутович и Дмитро Кулеба относно създаването на формата е подписана на 28 юли 2020 г. в Люблин, Полша.
На 1 август 2020 г. министърът на външните работи на Украйна Дмитро Кулеба кани министъра на външните работи на Беларус Владимир Макей на втората среща, която трябва да се проведе в Киев. По време на Икономическия форум в Карпач, Полша, на 10 септември 2020 г., директорът на източния отдел на полското външно министерство Ян Хофмокл заявява, че Люблинският триъгълник всъщност трябва да бъде квадрат с Беларус. Според него в началния етап Минск се интересув от този политически проект, но по-късно променя решението си.
На 17 септември 2020 г. се състи първата среща (във видео формат) на националните координатори от Люблинския триъгълник, създаден от външните министри на Украйна, Полша и Литва през юли 2020 г. Васил Боднар (Украйна), Марцин Пшидах (Полша) и Далус Чекуолис (Литва) са назначени за координатори на този тристранен механизъм за сътрудничество. Страните обсъждат подготовката за следващата среща на външните министри от Люблинския триъгълник, която трябва да се проведе в Киев по инициатива на министър Дмитро Кулеба. Една от основните задачи на Люблинския триъгълник трябва да бъде да координира действията на Украйна, Полша и Литва за ефективно противодействие на предизвикателствата и заплахите за общата сигурност, сред които приоритет е противодействието на хибридните заплахи от Русия.
На 29 януари 2021 г., по време на първата онлайн среща на Люблинския триъгълник, украинският външен министър Дмитро Кулеба заявява на брифинг, че Украйна, Литва и Полша са за присъединяването на Беларус към Люблинския триъгълник, но времето все още не е дошло.
| „ | „Разбира се, без Беларус Люблинският триъгълник е малко непълен. В крайна сметка бихме искали демократична Беларус да се присъедини и да превърне „Люблинския триъгълник“ в Люблинския „квадрат“. Но времето за това още не е дошло. В същото време всички разбираме, че ситуацията в Беларус оказва влияние не само върху двустранните отношения на страната със съседите, но и върху ситуацията в региона като цяло“, заявява Кулеба, обобщавайки първата среща на Люблински триъгълник. | “ |

На 28 февруари 2021 г. става известно, че в края на януари 2021 г. президентът на Беларус, избран през 2020 г. Святлана Тихановска, първо се свързва с външния министър на Украйна Дмитро Кулеба, където кани на среща на Люблинския триъгълник и чака покана за офлайн среща с г-н Кулеба и с Върховната рада. Светлана отбелязва, че иска „Люблинският триъгълник“ да се превърне в „Люблинската четворка“.

## Механизми на сътрудничество
Съгласно тази съвместна декларация на Литва, Полша и Украйна външните министри на страните трябва да провеждат редовни срещи, по-специално в областта на многостранните дейности, и с участието на избрани партньори. Те също така ще организират консултации на нивото на ръководството на министерствата на външните работи на своите страни и ще създадат в тези министерства позиции на представители за сътрудничество в рамките на Люблинския триъгълник.
По време на първата среща за видеоконференция на 17 септември 2020 г. националните координатори идентифицират основните дейности на Люблинския триъгълник и се съгласят да осигурят устойчиво взаимодействие между формата на различни работни нива. По време на срещата те се споразумяват за основните принципи на Люблинския триъгълник и очертават планове за сътрудничество в близко бъдеще. Една от основните задачи трябва да бъде да координира действията на трите държави за ефективно справяне с настоящите предизвикателства и заплахи за общата сигурност. Сред приоритетните теми в сътрудничеството е съвместното противодействие на хибридните заплахи от Русия, по-специално в борбата с дезинформацията. Подчертано е значението на поддържането на тясно сътрудничество в рамките на международни организации.
| „ | „Ние сме обединени не само от общи ценности и интереси, но и от обща отговорност за бъдещето на нашите страни и региона, в който живеем и който е в центъра на глобалната политика през последните години“, Васил Боднар, казах. | “ |

Заместник-министрите също се съгласят да започнат тристранна тематична консултация на ниво директори на външните министерства на трите държави. Координаторите обръщат важно внимание на ситуацията в Беларус и някои други страни в региона. Васил Боднар изразява благодарност към партньорите за постоянната им подкрепа за териториалната цялост и суверенитет на нашата държава и подкрепа за противодействие на руската агресия. Той също така информира своите колеги за основните цели на Кримската платформа и кани Полша и Литва да си сътрудничат активно в рамките на платформата, която има за цел да деокупира Крим.
На 12 октомври 2020 г. министър-председателят на Украйна Денис Шмигал отбелязва важността на новосъздадения „Люблински триъгълник“ и покани полския президент Анджей Дуда да разшири формата му, а именно да обсъди възможността за среща на правителствените ръководители в „Люблински триъгълник“ по време на посещението си в Украйна.
На 27 февруари 2021 г. литовският външен министър Габриелиус Ландсбергис заявява пред украинското радио „Свобода“, че инициативата „Люблински триъгълник“, която обединява Украйна, Литва и Полша, доближава Украйна до европейската интеграция:
| „ | „Мисля, че този формат е много полезен. И съм сигурен, че този формат може да бъде разширен, за да говорим не само за политика. Бихме могли да обсъдим обща история, геополитика, икономика и много други неща. Подобна комуникация позволява да се структурира нашето сътрудничество до известна степен ... Това, разбира се, е много полезно и доближава европейската интеграция на Украйна“, каза той. | “ |

Той също така смята, че инициативата „Кримска платформа“ е „изключително полезна не само за намиране на конкретни решения, но и за напомняне за проблема с окупацията на Крим“.

## Инициативи

### Междупарламентарна асамблея
Междупарламентарната асамблея на Върховната Рада на Украйна, Сейма и Сената на Република Полша и Сейма на Република Литва са създадени през 2005 г. за установяване на диалог между трите държави в парламентарното измерение. Учредителното заседание на събранието се провежда на 16 юни 2008 г Киев, в Украйна. В рамките на Асамблеята има комисии по европейска и евроатлантическа интеграция на Украйна, хуманитарно и културно сътрудничество.

### Съвместен екип
Литовско-полско-украинската бригада е многонационална единица с възможностите на обща военна бригада, предназначена да провежда независими военни операции в съответствие с международното право или да участва в такива операции. Състои се от специални военни части от трите държави, избрани от 21-ва бригада „Пидгал“ (Полша), 80-ата щурмова бригада (Украйна) и батальона на великата херцогиня Бирута Улан (Литва).
Литовско-полско-украинската бригада е създадена в рамките на тристранното сътрудничество в областта на отбраната през 2014 г. Осигуряване на национален принос за многонационални военни формирования (споразумения за резерва на ООН, бойни тактически групи на ЕС, сили за реагиране на НАТО), както и международни операции за поддържане на мира и сигурност под егидата на ООН, ЕС, НАТО и други международни организации за сигурност въз основа на мандата на Съвета за сигурност на ООН и в случай на одобрение от парламентите на участващите страни.
От 2016 г. LitPolUkrbrig е важен елемент от усилията на НАТО за прилагане на стандартите на НАТО във въоръжените сили на Украйна. Основните дейности на бригадата включват обучение на украински офицери и военни части по тези стандарти, планиране и провеждане на оперативни задачи и поддържане на оперативната готовност.

## Сравнение на държави
| Име                                      | Литва                                                                                            | Полша | Украйна |
| Официално име                            | Република Литва (Lietuvos Respublika)                                                            | Република Полша (Rzeczpospolita Polska)                                                                    | Украйна |
| ---------------------------------------- | ------------------------------------------------------------------------------------------------ | --- | --- |
| Емблема                                  |                                                                                                  | | |
| Флаг                                     |                                                                                                  | | |
| Население                                | 794 329                                                                                          | 38 383 000                                                                                                 | 41 660 982 |
| Квадрат                                  | 65 300-та най-често срещана km² (25 200 мили)                                                    | 312 696-та най-често срещана km² (120 733 мили)                                                            | 603 628 km² (233 062 мили) |
| Плътност на населението                  | 43 лица / км²                                                                                    | 123 души / km²                                                                                             | 73 души / км² |
| Система                                  | Единна парламентарно-президентска конституционна република                                       | Единна парламентарно-президентска конституционна република                                                 | Единна парламентарно-президентска конституционна република                                                                                         |
| Главни букви                             | Вилнюс – 580 020 (810 290 градски райони)                                                        | Варшава – 1 783 321 (3 100 844 столична територия)                                                         | Киев – 2 950 800 (3 375 000 столична зона) |
| Най-големият град                        | Вилнюс – 580 020 (810 290 градски райони)                                                        | Варшава – 1 783 321 (3 100 844 столична територия)                                                         | Киев – 2 950 800 (3 375 000 столична зона) |
| Официални езици                          | Литовски (де факто и де юре)                                                                     | Полски (де факто и де юре)                                                                                 | Украински (де факто и де юре) |
| Настоящият ръководител на правителството | Премиерът Саулиус Скверналис (2016 – )                                                           | Министър-председател Доналд Туск (Гражданска платформа; 2023 г. – )                                        | Министър-председател Денис Шмигал (2020 – ) |
| Настоящият държавен глава                | Президент Гитанас Науседа (2019 – )                                                              | Президент Анджей Дуда (Право и справедливост; 2015 г. – )                                                  | Президент Владимир Зеленски (Слуга на народа; 2019 – )                                                                                             |
| Основните религии                        | 77,2% католици, 4,1% православни, 0,8% старообрядци, 0,6% лутерани, 0,2% реформатори, 0,9% други | 87,58% римокатолици, 7,10% трудно да се каже, 1,28% други религии, 2,41% нерелигиозни, 1,63% не е посочено | 67,3% православни, 9,4% гръкокатолици, 0,8% римокатолици, 7,7% нерешени християни, 2,2% протестанти, 0,4% евреи, 0,1% будисти, 11,0% неденоминации |
| Етнически групи                          | 84,2% литовци, 7,1% поляци, 5,8% руснаци, 1,2% беларуси, 0,5% украинци, 1,7% други               | 98% поляци, 2% други или не са посочени                                                                    | 77,8% украинци, 17,3% руснаци, 0,8% румънци и молдовци, 0,6% беларуси, 0,5% кримски татари, 0,4% българи, 0,3% унгарци, 0,3% поляци, 1,7% други    |
| БВП (номинален)                          | - $54,219 млрд (2018) (80 місце) - $20,355 на душу населення (2018) (42 місце)                   | - $585.816 млрд (2018) (21 місце) - $15,426 на душу населення (2018) (56 місце)                            | - $161.872 млрд (2020 кошторис) (56 місце) - $3,881 на душу населення (2020 кошторис) (119 місце)                                                  |
| Външен дълг (номинален)                  | 34,48 млрд. Долара (2016 г.) – 31,6% от БВП                                                      | $ 281,812 милиарда (2019) – 47,5% от БВП                                                                   | 47,9 милиарда долара (2018) – 46,9% от БВП |
| БВП (PKS)                                | - $107 млрд (2018) (83 місце) - $38,751 на душу населення (2018) (38 місце)                      | - $1.215 трильйон (2018) (23 місце) - $32,005 на душу населення (2018) (41 місце)                          | - $429.947 млрд (2018) (48 місце) - $10,310 на душу населення (2018) (108 місце)                                                                   |
| Валута                                   | Евро (€) – EUR                                                                                   | Полски злоти (PLN) – PLN                                                                                   | Украинска гривна () – UAH |
| Индекс на човешкото развитие             | 0.869 дуже високо 34 місце - 0.774 дуже високо IHDI 13 місце                                     | 0.872 дуже високо 34 місце - 0.801 дуже високо IHDI 27 місце                                               | 0.750 високо 88 місце - 0.701 високо IHDI 54 місце                                                                                                 |